# ایی نائوآکی

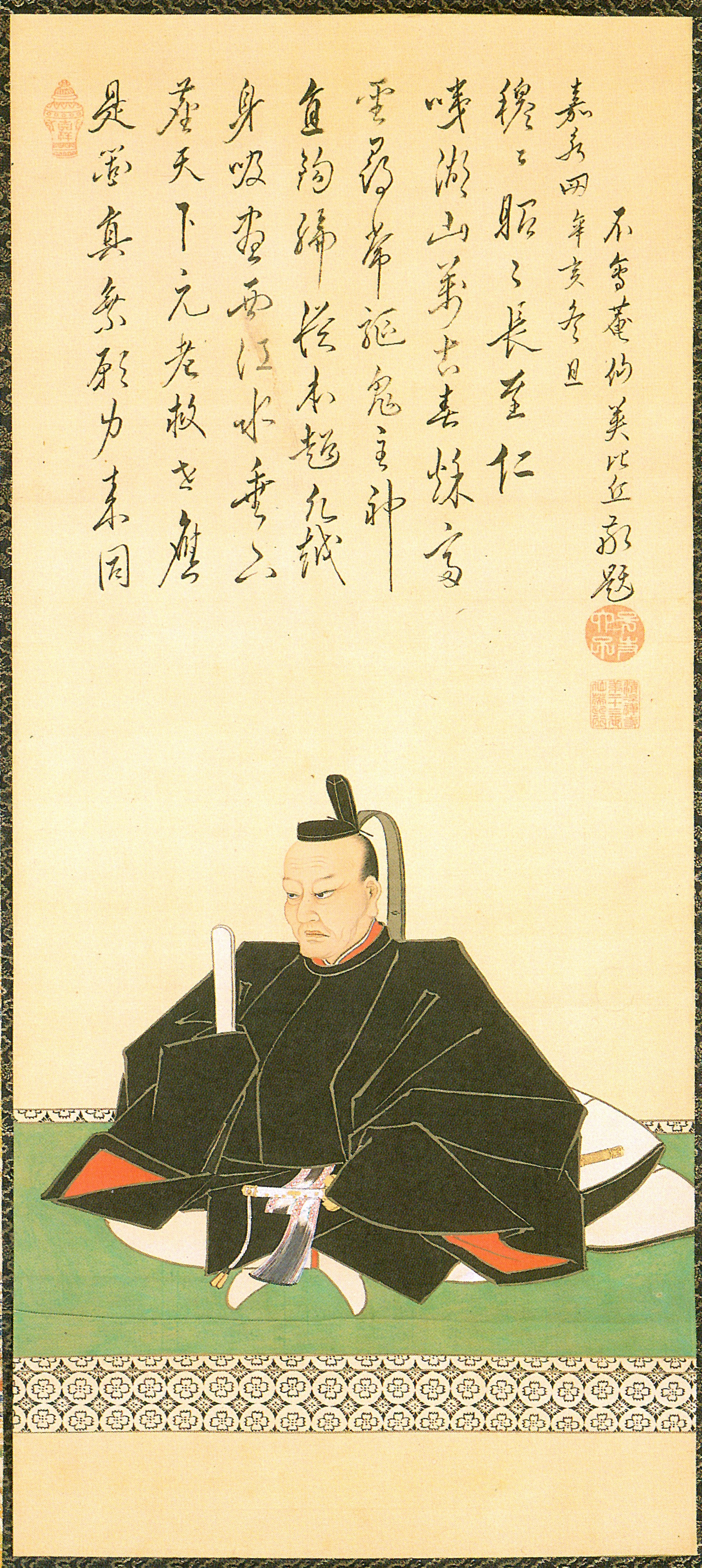

ایی نائوآکی (به ژاپنی: 井伊 直亮 いい なおあき)، تولد ۱۷۹۴ (میلادی)- مرگ ۱۸۵۰ (میلادی)، او یک دایمیوهای فودای (ارباب فئودال) از در اواخر دوره ادو بود. او به عنوان تایرو (مشاور بزرگ) شوگون‌سالاری ادو خدمت می‌کرد. پانزدهمین ارباب قلمرو هیکونه در ولایت اومی بود. او برادر ایی نائوسوکه بود.